# Yasushi Nagao
Yasushi Nagao, en idioma japonés 長尾 靖 Nagao Yasushi (20 de mayo de 1930-2 de mayo de 2009), fue un fotógrafo japonés ganador de un premio Pulitzer en 1961 con su fotografía titulada Tokyo stabbing (apuñalamiento en Tokio).

## Biografía
Nagao trabajaba como fotógrafo del periódico Mainichi Shimbun (Noticias del día). Fue enviado por Hisatake Abo, el director de fotografía, a cubrir el debate político del Hall de Hibiya. Cuando Otoya Yamaguchi desafió a Inejiro Asanuma, Nagao cambió su objetivo de 15 al de 10 pies. Así tomó la foto del momento del crimen. 
Nagao dejó de ser fotógrafo de prensa en 1962 para trabajar como freelance.
El 2 de mayo de 2009 fue encontrado desmayado en el baño de su casa; se cree que su muerte fue natural.

## Premios
Ganó el premio Pulitzer en 1961 y el premio World Press Photo en 1960. El segundo premio le permitió viajar al extranjero con toda libertad, cosa imposible para muchos japoneses de su tiempo.